# Erasmo Doroni
Erasmo Armindo Doroni (Fighiera, provincia de Santa Fe, 10 de septiembre de 1964) es un exfutbolista argentino. Se desempeñaba como centrocampista y se formó en el Club Atlético Rosario Central, con el que fue campeón de la Primera División de Argentina.

## Trayectoria
Luego de pasar por las divisiones juveniles de Rosario Central, Doroni llegó al plantel profesional en 1982, integrando el banco de suplentes en la victoria canalla ante Platense 3-2 por la 38.ª fecha del Campeonato Metropolitano. Al no encontrar lugar en el equipo y con el descenso del club en 1984, fue cedido a préstamo sucesivamente a Argentino de Rosario (1985) y Colón (primer semestre de 1986). Retornó a Central con el cuadro nuevamente en la máxima categoría para disputar el Campeonato de Primera División 1986-87, llegando a jugar un partido en la campaña de campeón; fue el 31 de agosto de 1986 en la victoria 5-3 ante Racing de Córdoba por la 8.ª jornada. Se constituye en el único caso del fútbol argentino en que un equipo se corona campeón en Primera inmediatamente después de ascender. A mitad de temporada, a inicios de 1987, fue transferido a Central Córdoba de Rosario, por entonces en el Campeonato de Primera C.
Continuó en el ascenso vistiendo la camiseta de Ferro de Pico en el Campeonato Nacional B 1987-88; retornó a jugar en Primera División al fichar por Deportivo Español en la temporada 1988-89. Volvió a la segunda categoría al defender los colores de Atlético Tucumán entre 1989 y 1991, tras lo cual cruzó de vereda para incorporarse a San Martín de Tucumán. Con el cuadro albirrojo logró en el Campeonato Nacional B 1991-92 el segundo ascenso a Primera que este certamen otorgaba al obtener el reducido; además marcó los dos goles de su equipo en el clásico tucumano del 17 de octubre de 1991, victoria 2-1. Continuó jugando en la misma divisional con Atlético de Rafaela en la temporada 1992-93 y en Primera B con Tigre en 1993. Cerró su carrera en Sarmiento de Formosa jugando la segunda etapa del Torneo del Interior 1993-94.

## Palmarés
| Título                     | Equipo                | País      | Año     |
| -------------------------- | --------------------- | --------- | ------- |
| Primera División           | C. A. Rosario Central | Argentina | 1986-87 |
| Ascenso a Primera División | San Martín de Tucumán | Argentina | 1992    |